# Fort St Lucian

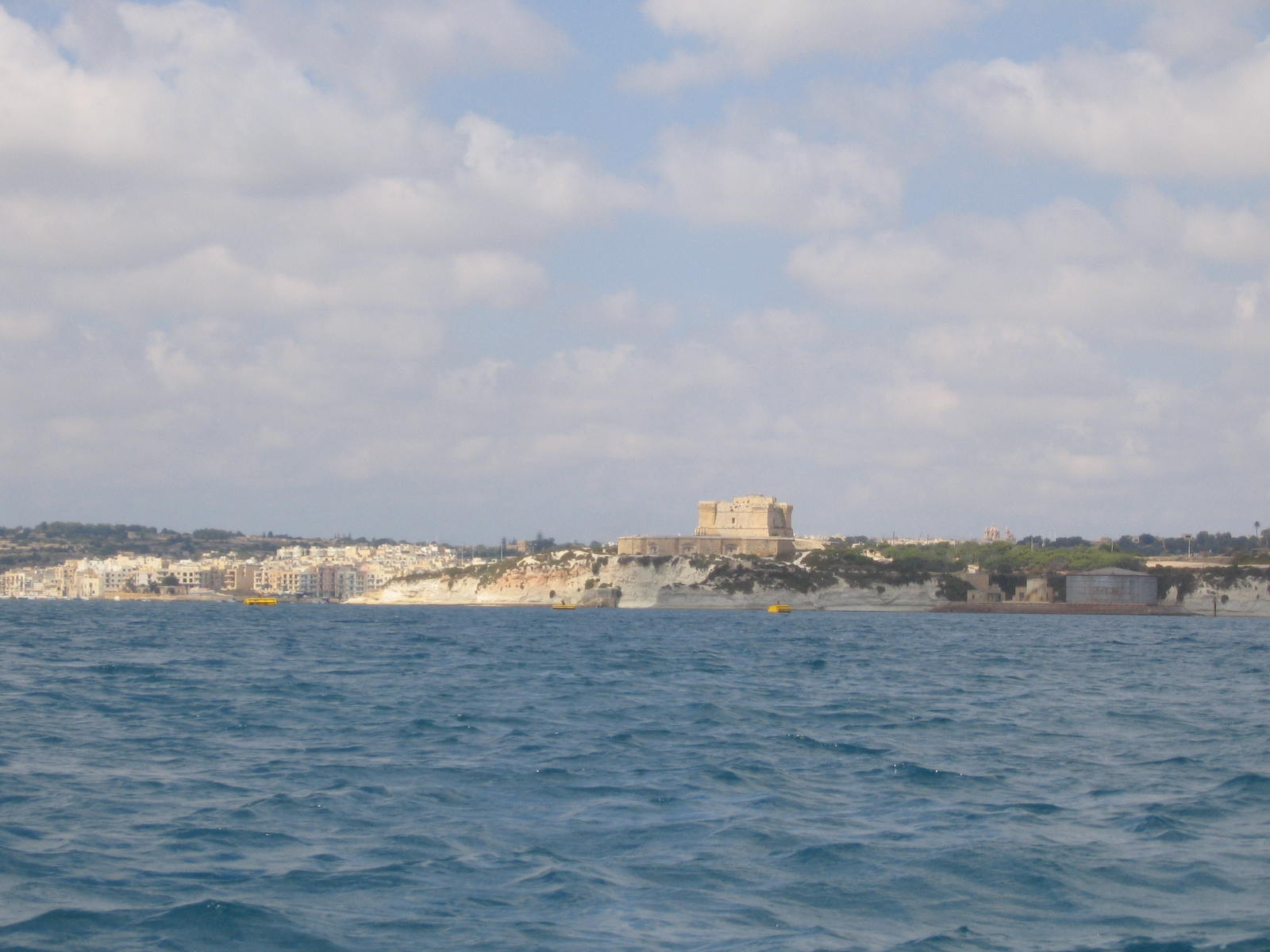
Fort St Lucian

Das Fort St Lucian, auch St Lucian Tower oder Fort de Rohan, ist eine während der Zeit der Herrschaft des Johanniterordens von 1610 bis 1611 erbaute und in der Zeit der britischen Kolonialherrschaft wesentlich erweiterte Festung auf Malta. Das Fort liegt auf einer Halbinsel in der Bucht von Marsaxlokk und beherrscht diesen Naturhafen im Süden der Hauptinsel, es wurde in das Nationale Inventar der Kulturgüter der maltesischen Inseln aufgenommen.

## Vorgeschichte

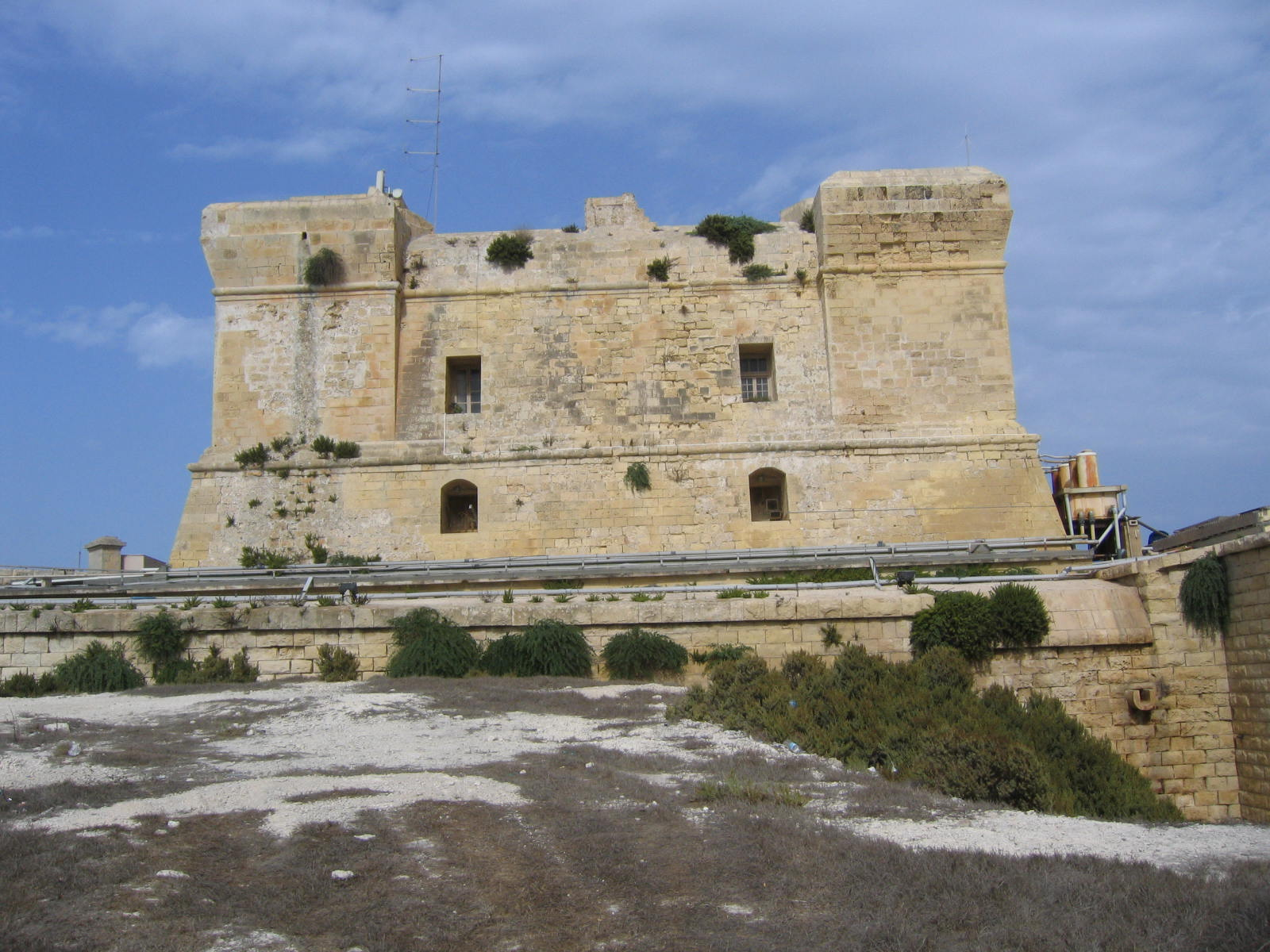
Fort St Lucian, Ansicht von der Seeseite

Der Bau des Forts wird verschiedentlich auf eine Legende zurückgeführt. Nach dieser soll eine zum Christentum konvertierte tunesische Sklavin einem Jesuitenpriester einen Traum offenbart haben, in dem ihr Johannes der Täufer eine Bedrohung der Insel vorhergesagt und den Bau einer Festung bei Marsaxlokk angeraten haben soll. Der Großmeister des Ordens war jedoch mit anderen Projekten beschäftigt und setzte diesen Vorschlag nicht um. Erst als im Folgejahr acht osmanische Galeeren an der Küste landeten, jedoch von der Küstenwache zurückgeschlagen worden waren, wurde der Bau des Forts beschlossen.
Tatsächlich dürfte der Bau der Festung auf das Vorhandenseins eines großen Naturhafens an der Südküste der Insel zurückzuführen sein. Bereits zu Beginn der Belagerung von Malta war die osmanische Flotte am 19. Mai 1565 in der Bucht vor Anker gegangen und hatte an diesem und am folgenden Tage das Belagerungsheer angelandet. Tatsächlich begannen die Ritter des Ordens bereits 1609, mögliche Landungsplätze mit Türmen zu befestigen.

## Bau und Konstruktion

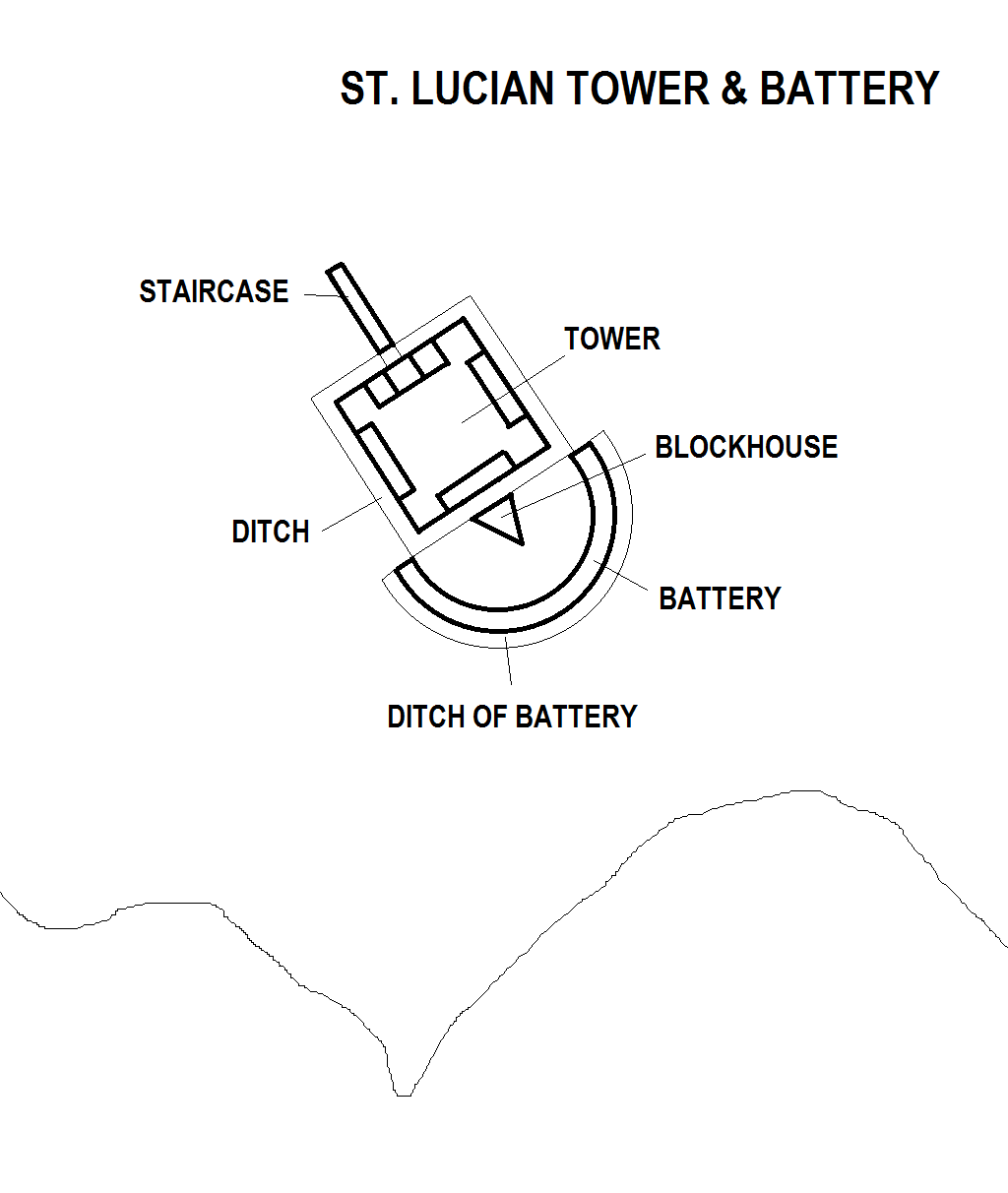
Karte von St. Lucian Tower & Battery im Jahre 1715

Der Bau des Forts begann 1610 unter der Herrschaft des  Großmeisters Alof de Wignacourt. Bereits am 11. Juni 1611 war das mit Bronzekanonen ausgerüstete Fort fertiggestellt. Die Baukosten beliefen sich auf 11.745 Scudi. Das war eine vergleichsweise hohe Summe, war doch der größere St Thomas Tower mit 13.450 Scudi nur unwesentlich teurer.
Wignacourt ließ während seiner Herrschaft eine Reihe gleichartiger Befestigungen anlegen, die nach ihm als Wignacourt Towers bezeichnet werden. Der St Lucian Tower ist ungefähr zwanzig Meter hoch und hat einen quadratischen Grundriss. Das Dach ist flach, mit einer Brustwehr versehen und diente zur Aufstellung von Geschützen. Die Ecken des Dachs sind als Pseudo-Bastionen ausgebildet. Im Erdgeschoss befinden sich zwei große Innenräume mit Tonnengewölben. Hier sind die Mauern ungefähr sieben Meter stark. Auch das erste Geschoss besitzt zwei Räume mit Tonnengewölben. Die knapp fünf Meter starken Mauern waren mit insgesamt sechs Schießscharten versehen.
Aufgrund der tiefen Lage knapp über dem Meeresspiegel gab es keine direkte Sichtverbindung von diesem zu anderen Türmen. Diese war jedoch für die Weitergabe von Signalen und zur Alarmierung der Garnison in Valletta unerlässlich. Man behalf sich, indem man die Kirche St Gregorio (englisch: St Gregory) in Żejtun als Relaisstation nutzte. Durch einen Durchbruch im Mauerwerk konnte ein Posten die Türme St Lucian und St Thomas beobachten und die dort gesetzten Signale weitergeben.
Seine erste Bewährungsprobe musste der Turm 1641 bestehen, als eine osmanische Flotte in der Bucht fünftausend Soldaten anzulanden versuchte. Die beabsichtigte Anlandung wurde jedoch von der Kavallerie des Ordens entdeckt. Die Geschütze des St Lucian Tower konnten die feindliche Flotte vom Strand fernhalten und so die Landung verhindern.

## Erweiterungen im 18. Jahrhundert

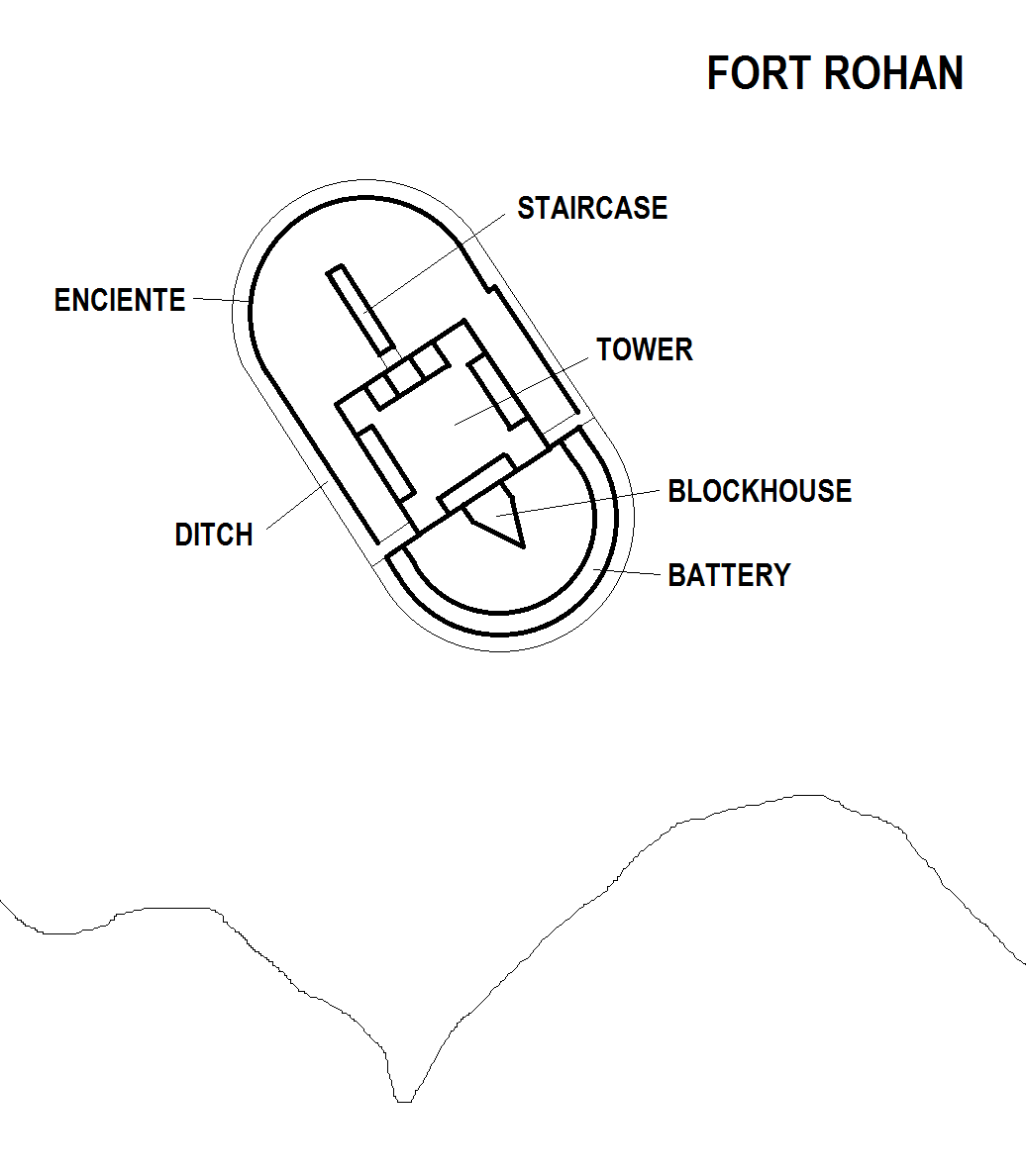
Karte von Fort Rohan im Jahre 1795

Während des 18. Jahrhunderts wurde die Befestigungsanlage modernisiert. Vor dem Turm wurde eine halbrunde Batterie unmittelbar vor dem Turm am Rande des Kliffs erbaut. Diese Batterie besaß noch keinen Graben. 1761 schlugen französische Festungsbaumeister den Bau von Gräben vor, die St Lucian mit anderen Küstenbatterien verbinden sollte. Zu diesem Zeitpunkt waren im Fort fünf 10-Pfünder-, zwei 6-Pfünder-Kanonen und zwei kleine Mörser aufgestellt. Gebaut wurde ein Graben um das Fort jedoch erst 1795. In diesem Jahr wurde das Fort auch nach Großmeister Emmanuel de Rohan-Polduc in Fort de Rohan umbenannt, sein Wappenschild befindet sich über dem Eingang des Turms.

## Französische Herrschaft

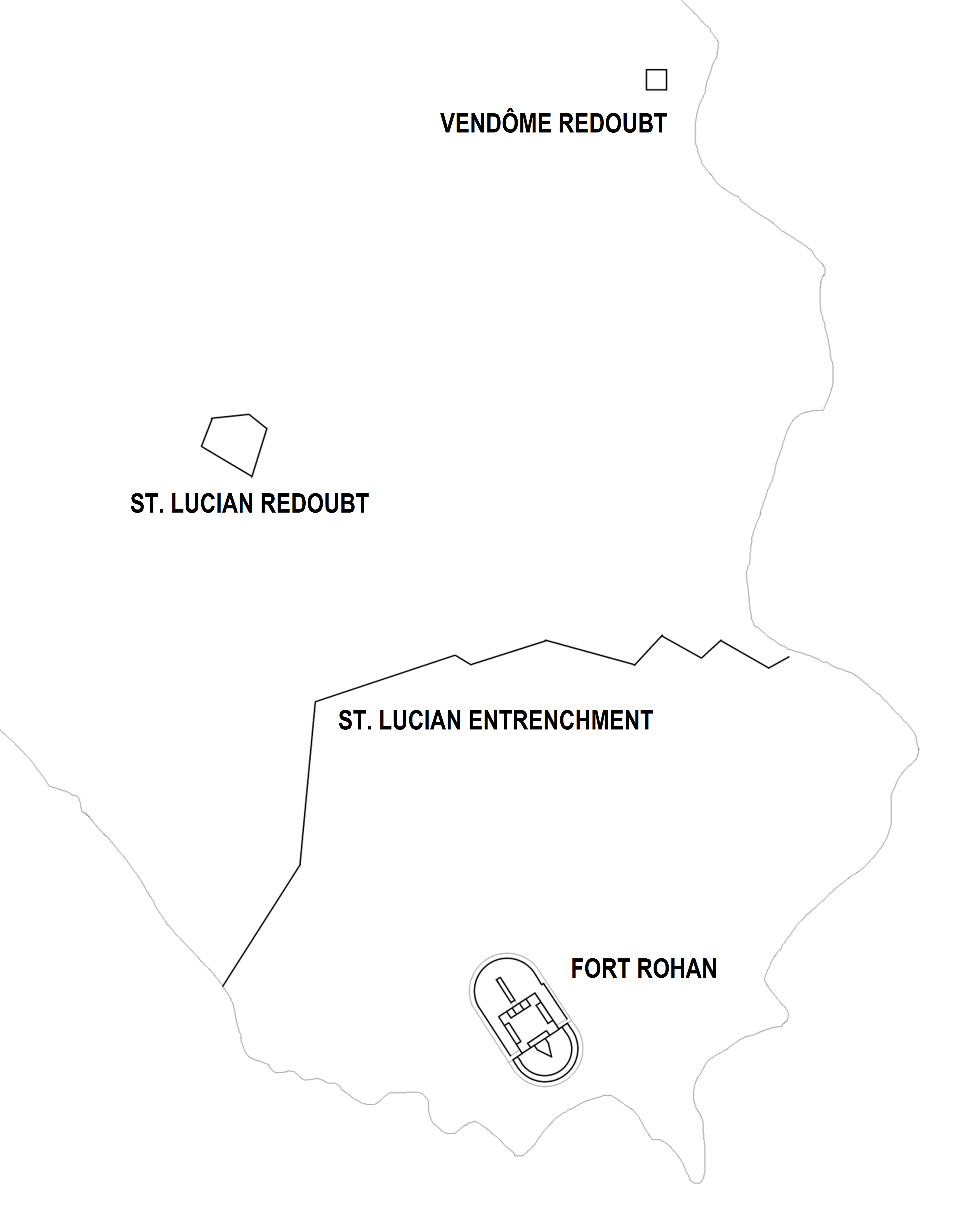
Karte von Fort Rohan, St. Lucian Entrenchment, St. Lucian Redoubt und Vendôme Redoubt im Jahre 1799

Während der französischen Invasion der Inseln spielte das Fort, wie auch viele andere Befestigungsanlagen der Ordensritter, zunächst keine Rolle. Nachdem jedoch 1799 britische Truppen auf der Insel gelandet waren, wurde die Bucht von Marsaxlokk als Rückzugsposition ausgewählt. Für den Fall, dass die britischen Truppen zum Abzug von der Insel gezwungen worden wären, sollten sie sich auf der Landzunge beim Fort sammeln und solange verteidigen, bis eine herbeigeeilte britische Flotte sie aufnehmen würde. Dazu würde über die Landzunge ein Retrenchment mit einem davorliegenden Redoubt angelegt. Das Redoubt wurde durch die Artillerie des Forts und die Küstenbatterien von Vendôme und Ferretti gesichert. Da jedoch die französischen Truppen auf Malta kapitulierten, mussten diese Planungen nicht praktisch erprobt werden.

## Britische Kolonialherrschaft

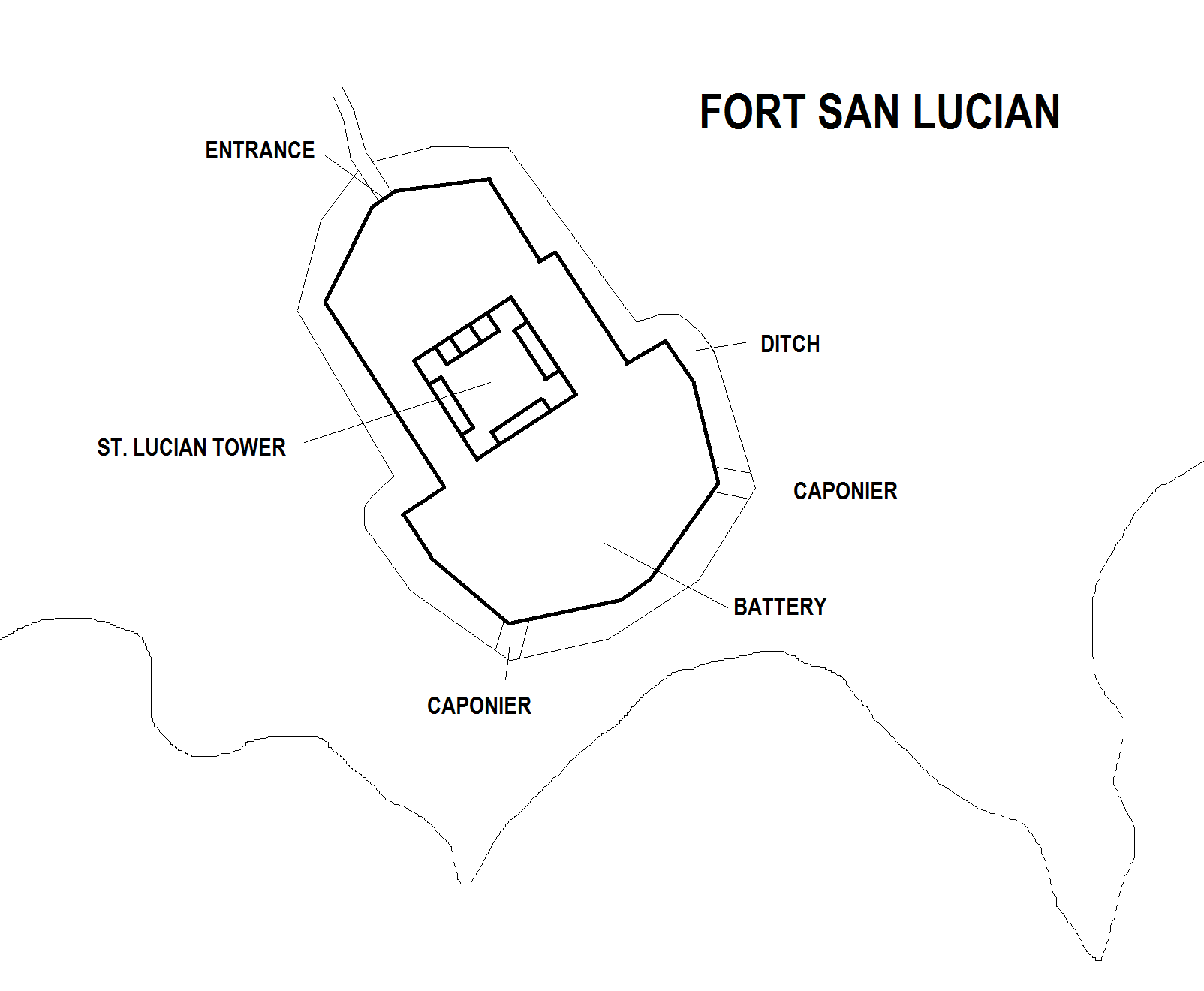
Karte von Fort San Lucian heute

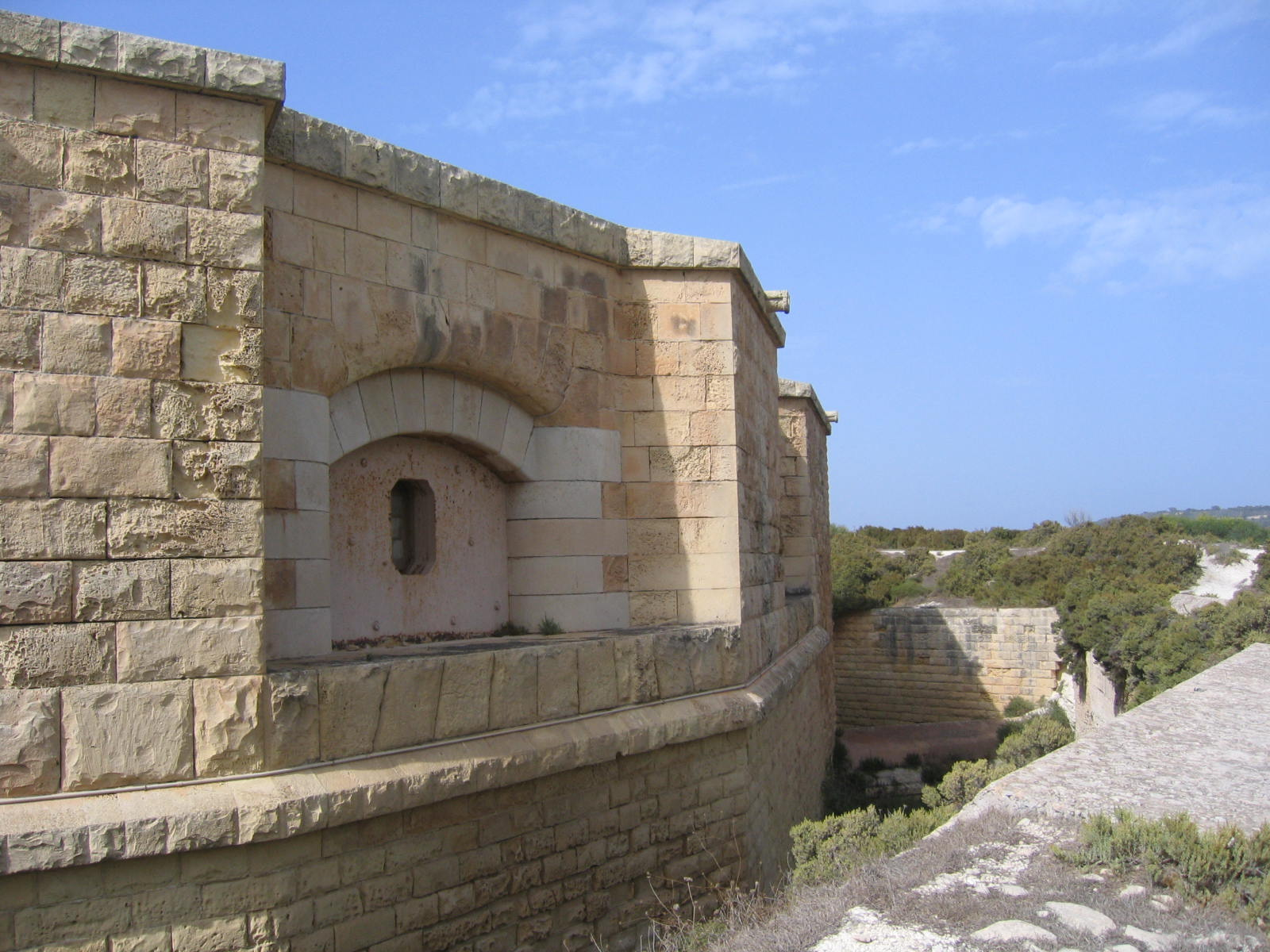
Kasematte mit Geschützstellung

Nach der Besetzung der Inseln durch die britischen Truppen und deren Umwandlung in eine britische Kolonie wurde das Fort zunächst weitgehend unverändert weitergenutzt. 1801 wurde der Turm als Unterkunft für Soldaten genutzt. Die Bewaffnung bestand aus vier 32-Pfünder-Kanonen in der Batterie, die durch zwei 10-Zoll-Mörser verstärkt waren. Innerhalb der Batterie befand sich ein dreieckiger Lagerraum für Munition, der wahrscheinlich in den Boden gegraben war. Auf dem Dach des Turms waren weitere fünf 18-Pfünder-Kanonen aufgestellt. Das äußere Bild der Anlage blieb bis in die 1860er Jahre unverändert.
Im Jahr 1866 untersuchte Colonel William Jervois die Befestigungsanlagen auf Malta und unterbreitete Vorschläge zu ihrer Verbesserung. Neben der Anlage von sechs Forts, die die Landseite Vallettas schützen sollten, war auch eine Modernisierung des Fort St Lucian vorgesehen. Während erstere Vorschläge Jervois nicht umgesetzt wurden, begann man mit der Erweiterung des Forts.
Im Jahre 1868 waren die strategische Situation im Mittelmeer untersucht und die Verteidigungsmöglichkeiten Maltas bewertet worden. Infolge dieser Untersuchungen wurde davon ausgegangen, das eine Eroberung des Bereiches um den Grand Harbour, wo sich der Flottenstützpunkt der Royal Navy mit den Hafenanlagen und Docks befand, nur gelingen würde, wenn der Gegner die Seeherrschaft über einen Zeitraum von sechs bis acht Wochen besaß. In diesem Zeitraum konnte jedoch die Mediterranean Fleet herangeführt werden und die Seeherrschaft des Gegners brechen. Kritischer war die Situation an der Südküste. Hier würde dem Gegner schon eine Seeherrschaft von weniger als zehn Tagen ausreichen, um Truppen anzulanden, die drei- bis viermal stärker waren als die gesamte britische Garnison auf Malta. Als günstigster Platz für eine derartige Landung bot sich die Bucht von Marsaxlokk an, die nur fünf Meilen vom Grand Harbour entfernt war. In diesem Fall war ein Heranführen der Mediterranean Fleet nicht zu garantieren, wenn sie in entfernten Gebieten des Mittelmeeres operierte. Daher wurde der Befestigung der Südküste besondere Aufmerksamkeit geschenkt. Für den Bau von Befestigungsanlagen in der Bucht von Marsaxlokk wurden £ 50.000 bereitgestellt.

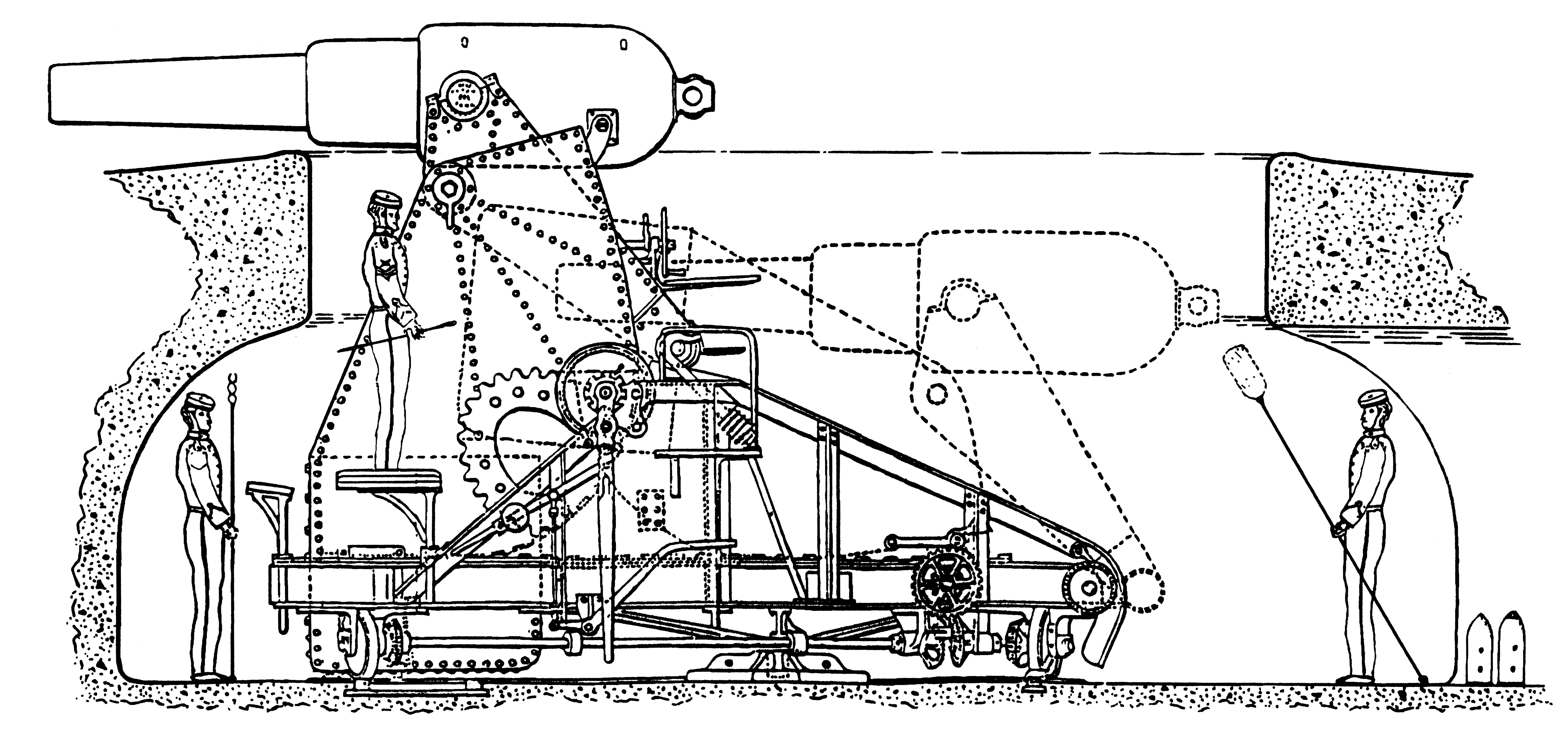
Moncriefs mounting

Die Fläche der Anlage wurde vergrößert. An die Stelle der alten, halbrunden Batterie wurden nach hinten offene Kasematte für Geschütze gebaut. In den Kasematten wurden zunächst drei RML 10 inch 18 ton gun aufgestellt. Die Schießscharten erhielten Schutzschilde aus Eisen. Unter den Kasematten wurden Magazine und Munitionslager angelegt. Die Kanonen hatten eine Reichweite von 5500 m. Auf den Kasematten wurden zwei RML 64 pounder 64 cwt Gun auf Verschwindlafetten installiert. Als Lafetten kamen hier Moncriefs mountings zum Einsatz. Dabei handelt es sich um eine rein mechanische Konstruktion. Durch den Rückstoß des Geschützes wurde ein Gegengewicht in eine kurvenförmigen Führung bewegt. Diese Gewichtsverlagerung senkte die Kanonen ab. In abgesenkter Stellung waren die Kanonen von See aus nicht zu sehen. In zeitgenössischen Dokumenten wird für den 64 pounder eine maximale Reichweite von maximal 4000 yards angegeben, damit konnte die gesamte Bucht beherrscht werden. Im hinteren Teil des Forts wurden weitere zwei Kanonen dieses Typs aufgestellt. Bis 1878 waren alle Geschütze im Fort aufgestellt.
Im Jahr 1885 schlug das works committee vor, die Glattrohrkanonen auf dem Dach des Turms zu entfernen, da sie militärisch nicht mehr sinnvoll einzusetzen waren. Colonel Schaw von den Royal Engineers schlug weiterhin vor, den Turm zu entfernen, da er seiner Ansicht eine Gefahr für die Bedienungen der Geschütze in und auf den Kasematten darstellte. Auch Nicholson und Goodenough sahen in ihrem Bericht den Turm als größte Gefahr für die Geschütze an. Da jedoch aufgrund seiner Größe und massiven Bauweise der Abbruch sehr teuer werden würde und der Turm ihrer Ansicht ein historisches Denkmal darstellte, sprachen sie sich gegen einen Abriss aus. Tatsächlich blieb der Turm erhalten. Begünstigt wurde diese Entscheidung durch die Tatsache, dass die Vorderladerkanonen veraltet waren und die militärische Nutzung des Forts aufgegeben wurde.

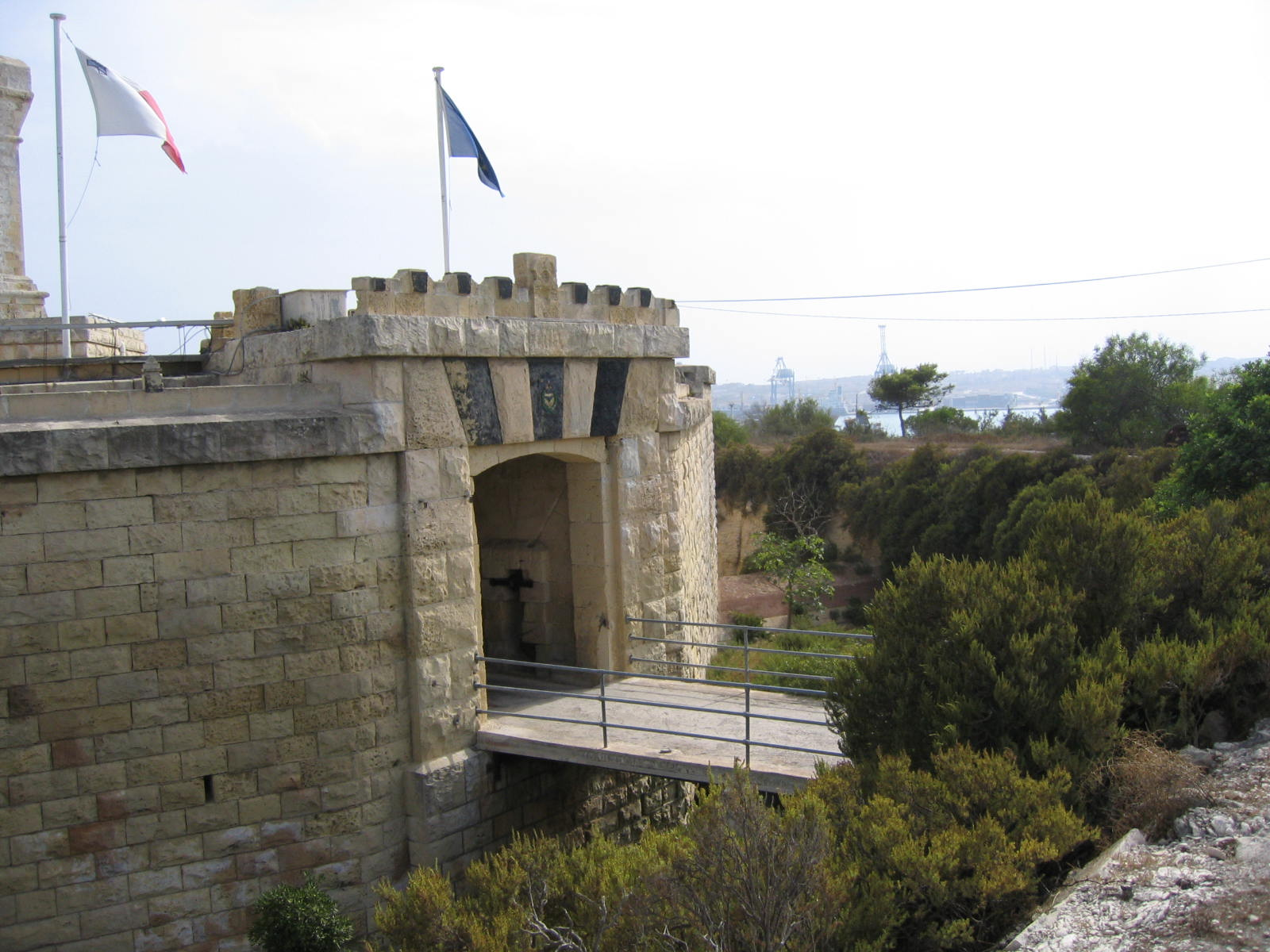
Haupttor an der Landseite des Forts
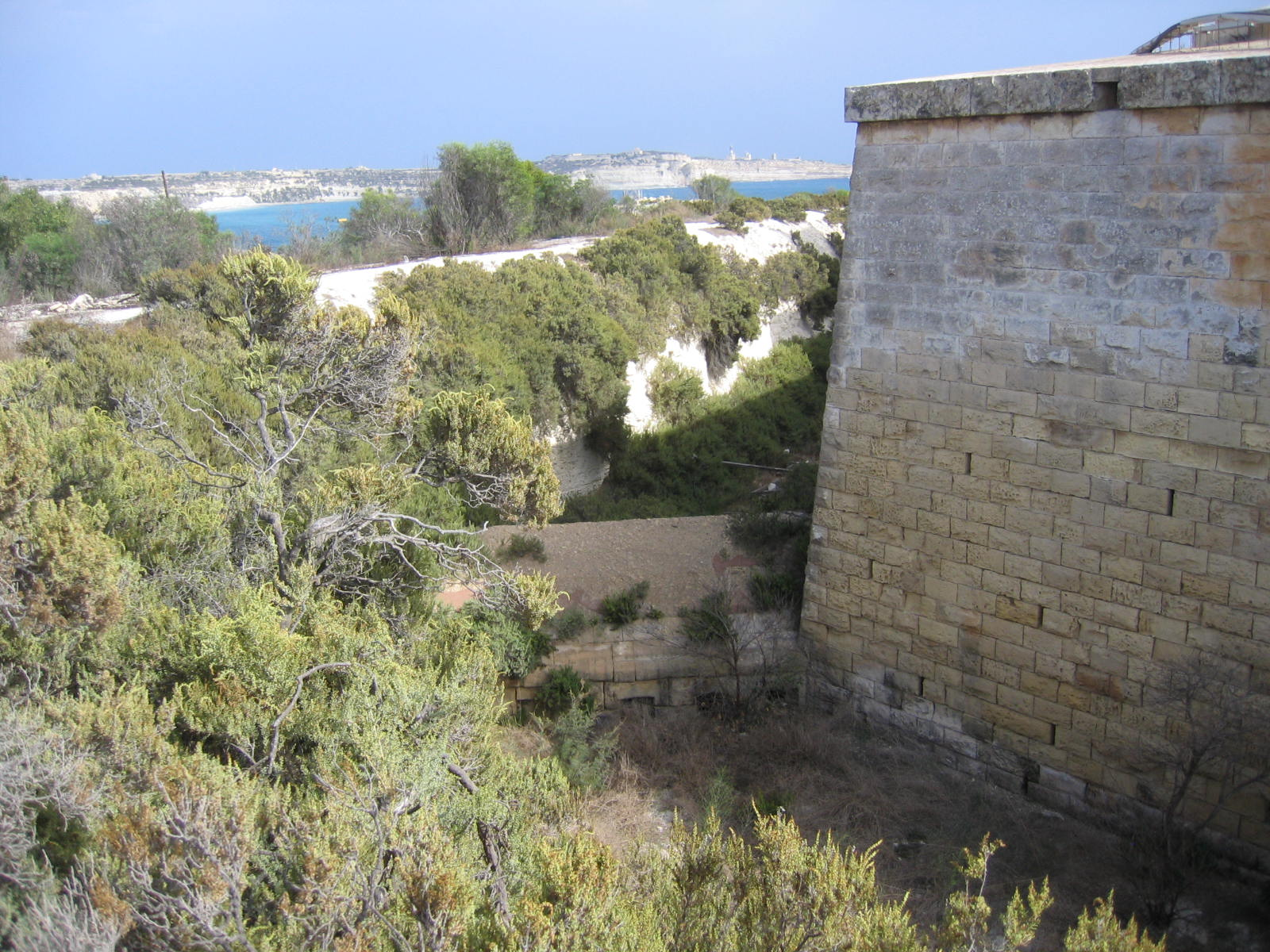
Kasematte (rechts) mit Graben und Glacis (links), im Graben ist eine Galerie zu erkennen
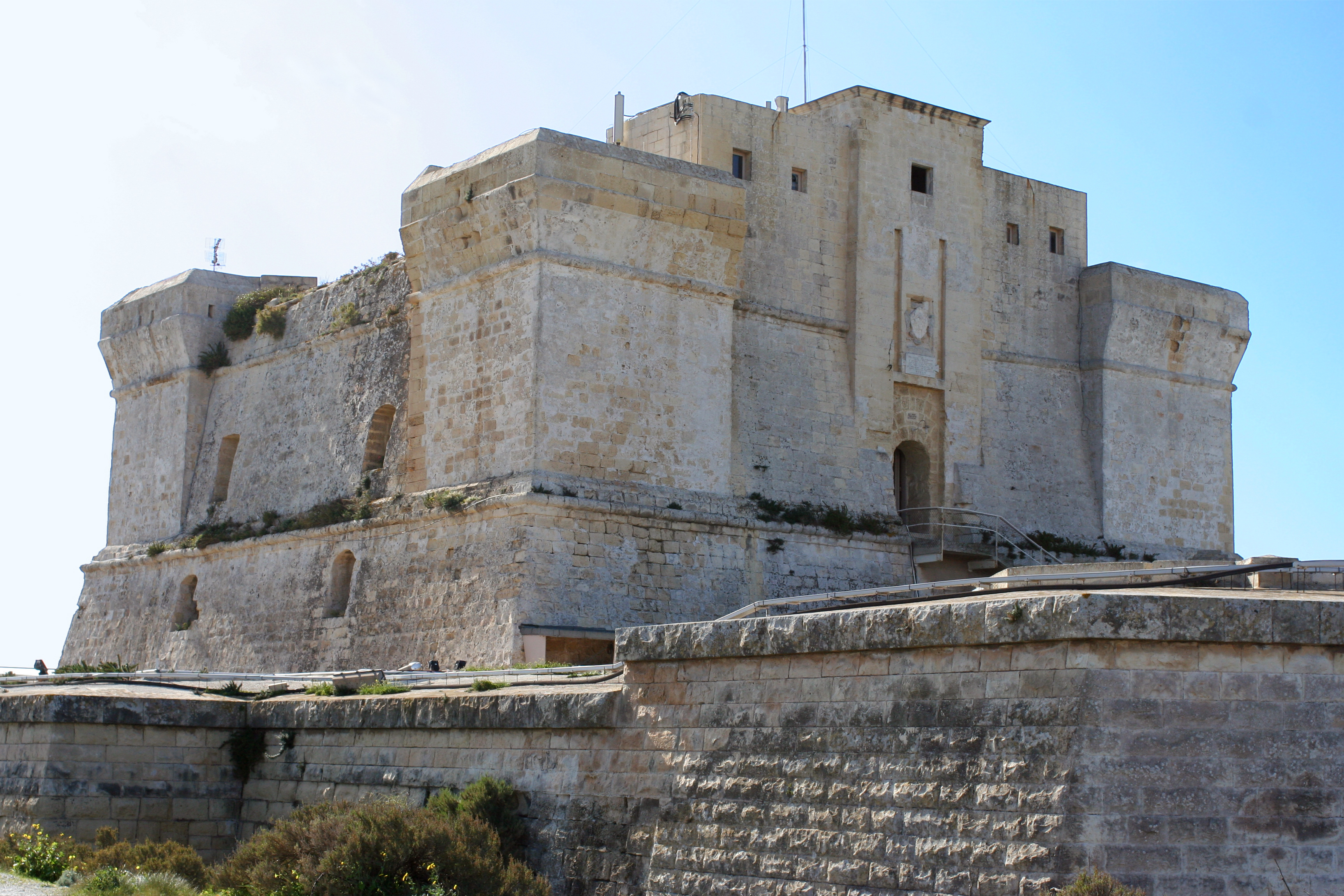
Rückseite des Turms, über dem Zugang das Wappen de Rohans. Im Vordergrund eine Stellung für eine RML 64 pounder-Kanone
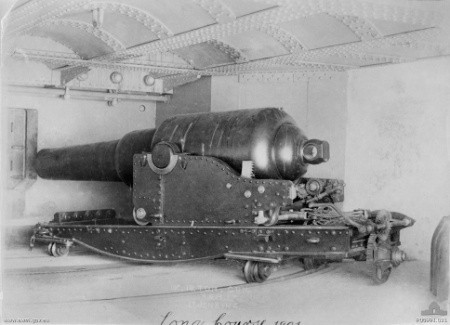
RML 10 inch 18 ton gun
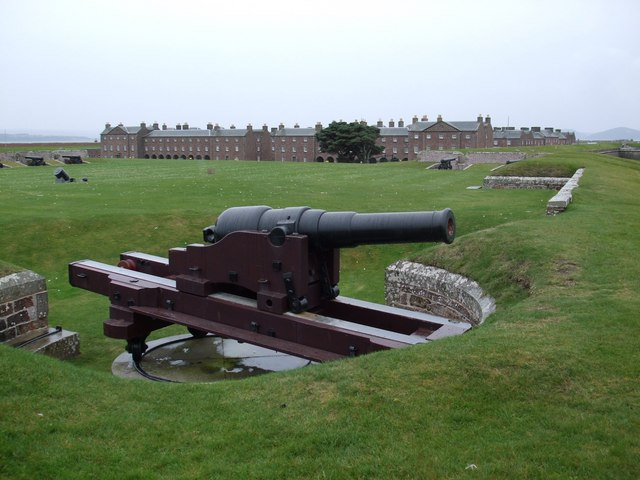
RML 64 pounder 64 cwt Mk I gun, hier jedoch auf einer Mittelpivotlafette